# Michael J. Lewis (Architekturhistoriker)
Michael J. Lewis (* 14. Mai 1957) ist ein US-amerikanischer Architekturhistoriker und Kritiker.

## Werdegang
Nach einem Wirtschaftsstudium am Haverford College studierte Michael J. Lewis Kunst- und Architekturgeschichte an der University of Pennsylvania, wo er 1989 promovierte. 1987–1988 verbrachte er als Fulbright Fellow ein Forschungsjahr an der Universität Hannover.
1989–91 lehrte Lewis an Bryn Mawr College, 1991–93 war er Historiograph am Canadian Centre for Architecture in Montreal, seit 1993 unterrichtet er am Williams College in Williamstown (Massachusetts), wo er 2008 zum Faison-Pierson-Stoddard Professor of Art ernannt wurde. Seine weitere Lehrtätigkeit umfasste McGill University in Montreal und Universität von Natal. Lewis war Senior Fellow am Center for Advanced Study in the Visual Arts (CASVA) an der National Gallery of Art in Washington, 2000–01 Mitglied am Institute for Advanced Study in Princeton, sowie 2008 Inhaber des Guggenheim-Stipendiums. Lewis schreibt als Architekturkritiker zu Themen der zeitgenössischen Architektur regelmäßig für das Wall Street Journal.
Der primäre Forschungsschwerpunkt von Lewis ist die Architekturgeschichte des 19. Jahrhunderts, wobei für ihn der Zusammenhang zwischen Architektur, Gesellschaft und Politik im Fokus des Interesses steht. Seine Dissertation galt dem deutschen Zentrums-Politiker August Reichensperger und dessen Engagement für den Endausbau des Kölner Doms. Es folgten 2001 eine Arbeit über den amerikanischen Architekten Frank Furness und 2002 ein Handbuch zur Architektur der Neugotik sowie 2006 zur amerikanischen Kunst und Architektur. Weitere Forschungsbeiträge galten dem Karlsruher Architekten Friedrich Weinbrenner oder dem Festungsarchitekten Johann Melchior Schwalbach. 2016 erschien sein Buch über die Architektur und Stadtplanungen von Glaubensflüchtlingen in Nordamerika.

## Veröffentlichungen (Auswahl)
- City of Refuge. Separatists and Utopian Town Planning. Princeton University Press, Princeton 2016, ISBN 978-0-691-17181-4.
- American Art and Architecture. Thames & Hudson, London 2006.
- Gothic Revival. Thames and Hudson, London 2002, ISBN 0-500-20359-8.
- Frank Furness. Architecture and the Violent Mind. W. W. Norton, New York 2001, ISBN 0-393-73063-8.
- Monument to Philanthropy: The Design and Building of Girard College, 1832–1848 (zusammen mit Bruce Laverty und Michelle Taillon Taylor). Girard College, Philadelphia 1998.
- Drawn from the Source: The Travel Drawings of Louis I. Kahn, catalogue of an exhibition at the Williams College Museum of Art (zusammen mit Eugene J. Johnson). MIT Press, Cambridge, Mass. 1996.
- La Geometrie de la Fortification: Traites et Manuels, 1500–1800 / The Geometry of Defense, Catalogue of an exhibition at the Canadian Centre for Architecture. Canadian Centre for Architecture, Montreal 1992.
- Frank Furness, The Complete Works. (zusammen mit George E. Thomas und Jeffrey A. Cohen). Princeton Architectural Press, New York 1991/1996.
- The Politics of the German Gothic Revival. Architectural History Foundation and MIT Press, New York 1993, ISBN 0-262-12177-8.